# Húszas számrendszer
A húszas számrendszer olyan helyi érték-jelölő számrendszer, aminek alapja a 20-as szám. Eredete valószínűleg az, hogy az embernek tíz ujj van a kezén és tíz lábujja van, ami összesen 20. (Ritkán használt elnevezéssel: vigezimális rendszer, ami a latin vigesimus szóból ered, jelentése: „huszadik”.)

## A számjegyek modern jelölése
Az arab számírás mind a 10 számjegyét használja ez a számrendszer. Mivel azonban ez nem elég, ezért a latin ábécé első tíz betűjét is használni kell, amelyek a 10-től 19-ig terjedő számoknak felelnek meg.
| Tízes  | 0 | 1 | 2 | 3 | 4 | 5 | 6 | 7 | 8 | 9 | 10 | 11 | 12 | 13 | 14 | 15 | 16 | 17 | 18 | 19 |
| Húszas | 0 | 1 | 2 | 3 | 4 | 5 | 6 | 7 | 8 | 9 | A  | B  | C  | D  | E  | F  | G  | H  | I* | J  |

Az „I” betű bizonyos betűtípusokban megegyezik vizuálisan az 1-es számjeggyel (egy függőleges vonal), így összetéveszthető vele, ennek ellenére használják.
Példák:
4010 a húszas rendszerben = 2 × 201 + 0 × 200 = 2020
27010 a húszas rendszerben = 13 × 201 + 10 × 200 = DA20
40010 a húszas rendszerben = 1 × 202 + 0 × 201 + 0 × 200 = 10020

## Átváltás tízes számrendszerből húszasba
Az átváltandó számot a bal felső cellába írjuk. Fentről lefelé haladva az alapszámmal (ami: 20) osztunk, amíg az alapszámmal osztható marad. A maradékot, mint osztás előtti egész értéket a jobb oldali oszlopba írjuk. Az átváltott érték a jobb oldali oszlopban keletkezik, amit alulról felfelé olvasunk ki.
A jelen példában a tízes számrendszerbeli 2016-ot alakítjuk át húszas számrendszerbeli számmá:
| Tízes | Húszas |
| ----- | ------ |
| 2016  | 16     |
| 100   | 0      |
| 5     | 5      |

Vagyis {\displaystyle 2016_{10}=50G_{20}}

## Előfordulása

### Dél-Amerika
A húszas számrendszer legismertebb alkalmazói a dél-amerikai maják és az inkák voltak, akiknek nem csak a számrendszere, hanem a maja naptár is a 20-as számon alapult. A maják az alábbi többszörösöket használták: kal (20), bak (202 = 400), pic (203 = 8000), calab (204 = 160 000), kinchil (205 = 3 200 000) és alau (206 = 64 000 000).
A húszas számrendszer alkalmazására a modern nyelvekben is bőven van példa. Az eszkimó nyelvben a 20 jelentése „a teljes ember”.

### Európa
- A francia nyelvben a 80 az quatre-vingts, vagyis „négy húszas”, és az archaikus sixvingts forma („hat húszas”) is létezik.
- A dán nyelvben a 60 és 80 számokat (tresindstyve és firsindstyve) tres és firs alakban rövidítik (jelentésük „három húszas” és „négy húszas”) .
- A 20 (njëzet) az albán nyelv egyik alapszáma. A 40 (dyzet) jelentése 2×20. Az arbëreshë nyelvjárás Olaszországban a trizetë szót használja a 60 jelölésére (=3×20).
- A baszk nyelvben a 40 (berrogei), a 60 (hirurogei) és a 80 (laurogei), jelentésük: 2×20, 3×20, 4×20.
- Az 1971 előtti brit pénzrendszerben 20 shilling tett ki egy angol fontot (egyenként 12 penny értékben).

### Ázsia
- A Bhutánban hivatalos dzongkha nyelvben a 20-as szám hatványait (20, 400, 8000 és 160 000) külön szóval jelölik, de a nyelvben a 10-es számrendszer elemei is megtalálhatók.
- Az Indiában beszélt munda nyelvekben (főbb nyelvcsoportjai: szantáli, mundari, khérvári) külön szóval jelölik a 20-at, például a didej nyelvben a 20 az kuri, a 100 mal-kuri (=5×20).
- Japánban a kihalófélben lévő ainu nyelvben a 20-nak külön neve van, hotnep, és például a 30-at is ehhez viszonyítják: wanpe etu hotnep („a 2×20-hoz 10 hiányzik”).

### Afrika
Afrikában is elterjedt, például a joruba nyelvben a 20 többszöröseit használják: ogun = 20, ogoji = 40, ogota = 60, ogorin = 80, ogorun = 100.

## Maja számok
A táblázat a maja számok szimbólumait mutatja a jukaték maja, a navatl (modern írásmóddal) és a klasszikus navatl nyelv szavaival.
| 1 - 10 között                       | 1 - 10 között                       | 1 - 10 között                       | 1 - 10 között                         | 1 - 10 között             | 1 - 10 között                     | 1 - 10 között                      | 1 - 10 között                      | 1 - 10 között                        | 1 - 10 között              |
| 1 (egy)                             | 2 (kettő)                           | 3 (három)                           | 4 (négy)                              | 5 (öt)                    | 6 (hat)                           | 7 (hét)                            | 8 (nyolc)                          | 9 (kilenc)                           | 10 (tíz)                   |
| ----------------------------------- | ----------------------------------- | ----------------------------------- | ------------------------------------- | ------------------------- | --------------------------------- | ---------------------------------- | ---------------------------------- | ------------------------------------ | -------------------------- |
|                                     |                                     |                                     |                                       |                           |                                   |                                    |                                    |                                      |                            |
| Hun                                 | Ka'ah                               | Óox                                 | Kan                                   | Ho'                       | Wak                               | Uk                                 | Waxak                              | Bolon                                | Lahun                      |
| Se                                  | Ome                                 | Yeyi                                | Naui                                  | Makuili                   | Chikuasen                         | Chikome                            | Chikueyi                           | Chiknaui                             | Majtlaktli                 |
| Ce                                  | Ome                                 | Yei                                 | Nahui                                 | Macuilli                  | Chicuace                          | Chicome                            | Chicuei                            | Chicnahui                            | Matlactli                  |
| 11 - 20 között                      |                                     |                                     |                                       |                           |                                   |                                    |                                    |                                      |                            |
| 11                                  | 12                                  | 13                                  | 14                                    | 15                        | 16                                | 17                                 | 18                                 | 19                                   | 20                         |
|                                     |                                     |                                     |                                       |                           |                                   |                                    |                                    |                                      |                            |
| Buluk                               | Lahka'a                             | Óox lahun                           | Kan lahun                             | Ho' lahun                 | Wak lahun                         | Uk lahun                           | Waxak lahun                        | Bolon lahun                          | Hun k'áal                  |
| Majtlaktli onse                     | Majtlaktli omome                    | Majtlaktli omeyi                    | Majtlaktli onnaui                     | Kaxtoli                   | Kaxtoli onse                      | Kaxtoli omome                      | Kaxtoli omeyi                      | Kaxtoli onnaui                       | Sempouali                  |
| Matlactli huan ce                   | Matlactli huan ome                  | Matlactli huan yei                  | Matlactli huan nahui                  | Caxtolli                  | Caxtolli huan ce                  | Caxtolli huan ome                  | Caxtolli huan yei                  | Caxtolli huan nahui                  | Cempohualli                |
| 21 - 30 között                      |                                     |                                     |                                       |                           |                                   |                                    |                                    |                                      |                            |
| 21                                  | 22                                  | 23                                  | 24                                    | 25                        | 26                                | 27                                 | 28                                 | 29                                   | 30                         |
|                                     |                                     |                                     |                                       |                           |                                   |                                    |                                    |                                      |                            |
| Hump'éel katak hun k'áal            | Ka'ah katak hun k'áal               | Óox katak hun k'áal                 | Kan katak hun k'áal                   | Ho' katak hun k'áal       | Wak katak hun k'áal               | Uk katak hun k'áal                 | Waxak katak hun k'áal              | Bolon katak hun k'áal                | Lahun katak hun k'áal      |
| Sempouali onse                      | Sempouali omome                     | Sempouali omeyi                     | Sempouali onnaui                      | Sempouali ommakuili       | Sempouali onchikuasen             | Sempouali onchikome                | Sempouali onchikueyi               | Sempouali onchiknaui                 | Sempouali ommajtlaktli     |
| Cempohualli huan ce                 | Cempohualli huan ome                | Cempohualli huan yei                | Cempohualli huan nahui                | Cempohualli huan macuilli | Cempohualli huan chicuace         | Cempohualli huan chicome           | Cempohualli huan chicuei           | Cempohualli huan chicnahui           | Cempohualli huan matlactli |
| 31 - 40 között                      |                                     |                                     |                                       |                           |                                   |                                    |                                    |                                      |                            |
| 31                                  | 32                                  | 33                                  | 34                                    | 35                        | 36                                | 37                                 | 38                                 | 39                                   | 40                         |
|                                     |                                     |                                     |                                       |                           |                                   |                                    |                                    |                                      |                            |
| Buluk katak hun k'áal               | Lahka'a katak hun k'áal             | Óox lahun katak hun k'áal           | Kan lahun katak hun k'áal             | Ho' lahun katak hun k'áal | Wak lahun katak hun k'áal         | Uk lahun katak hun k'áal           | Waxak lahun katak hun k'áal        | Bolon lahun katak hun k'áal          | Ka' k'áal                  |
| Sempouali ommajtlaktli onse         | Sempouali ommajtlaktli omome        | Sempouali ommajtlaktli omeyi        | Sempouali ommajtlaktli onnaui         | Sempouali onkaxtoli       | Sempouali onkaxtoli onse          | Sempouali onkaxtoli omome          | Sempouali onkaxtoli omeyi          | Sempouali onkaxtoli onnaui           | Ompouali                   |
| Cempohualli huan matlactli huan ce  | Cempohualli huan matlactli huan ome | Cempohualli huan matlactli huan yei | Cempohualli huan matlactli huan nahui | Cempohualli huan caxtolli | Cempohualli huan caxtolli huan ce | Cempohualli huan caxtolli huan ome | Cempohualli huan caxtolli huan yei | Cempohualli huan caxtolli huan nahui | Ompohualli                 |
| 20 - 200 között, húszas lépésekben  |                                     |                                     |                                       |                           |                                   |                                    |                                    |                                      |                            |
| 20                                  | 40                                  | 60                                  | 80                                    | 100                       | 120                               | 140                                | 160                                | 180                                  | 200                        |
|                                     |                                     |                                     |                                       |                           |                                   |                                    |                                    |                                      |                            |
| Hun k'áal                           | Ka' k'áal                           | Óox k'áal                           | Kan k'áal                             | Ho' k'áal                 | Wak k'áal                         | Uk k'áal                           | Waxak k'áal                        | Bolon k'áal                          | Lahun k'áal                |
| Sempouali                           | Ompouali                            | Yepouali                            | Naupouali                             | Makuilpouali              | Chikuasempouali                   | Chikompouali                       | Chikuepouali                       | Chiknaupouali                        | Majtlakpouali              |
| Cempohualli                         | Ompohualli                          | Yeipohualli                         | Nauhpohualli                          | Macuilpohualli            | Chicuacepohualli                  | Chicomepohualli                    | Chicueipohualli                    | Chicnahuipohualli                    | Matlacpohualli             |
| 220 - 400 között, húszas lépésekben |                                     |                                     |                                       |                           |                                   |                                    |                                    |                                      |                            |
| 220                                 | 240                                 | 260                                 | 280                                   | 300                       | 320                               | 340                                | 360                                | 380                                  | 400                        |
|                                     |                                     |                                     |                                       |                           |                                   |                                    |                                    |                                      |                            |
| Buluk k'áal                         | Lahka'a k'áal                       | Óox lahun k'áal                     | Kan lahun k'áal                       | Ho' lahun k'áal           | Wak lahun k'áal                   | Uk lahun k'áal                     | Waxak lahun k'áal                  | Bolon lahun k'áal                    | Hun bak                    |
| Majtlaktli onse pouali              | Majtlaktli omome pouali             | Majtlaktli omeyi pouali             | Majtlaktli onnaui pouali              | Kaxtolpouali              | Kaxtolli onse pouali              | Kaxtolli omome pouali              | Kaxtolli omeyi pouali              | Kaxtolli onnaui pouali               | Sentsontli                 |
| Matlactli huan ce pohualli          | Matlactli huan ome pohualli         | Matlactli huan yei pohualli         | Matlactli huan nahui pohualli         | Caxtolpohualli            | Caxtolli huan ce pohualli         | Caxtolli huan ome pohualli         | Caxtolli huan yei pohualli         | Caxtolli huan nahui pohualli         | Centzontli                 |

## Fordítás
Ez a szócikk részben vagy egészben  a   Vigesimal című angol Wikipédia-szócikk fordításán alapul.  Az eredeti cikk szerkesztőit annak laptörténete sorolja fel. Ez a jelzés csupán a megfogalmazás eredetét és a szerzői jogokat jelzi, nem szolgál a cikkben szereplő információk forrásmegjelöléseként.

## Szakirodalom
- Karl Menninger: Number words and number symbols: a cultural history of numbers; translated by Paul Broneer from the revised German edition. Cambridge, Mass.: M.I.T. Press, 1969 (also available in paperback: New York: Dover, 1992 ISBN 0-486-27096-3)
- Levi Leonard Conant: The Number Concept: Its Origin and Development; New York, New York: MacMillon & Co, 1931. Project Gutenberg EBook